# Lissarca stewartiana
Lissarca stewartiana is een tweekleppigensoort uit de familie van de Philobryidae. De wetenschappelijke naam van de soort is voor het eerst geldig gepubliceerd in 1935 door Powell.